# École nationale d'équitation
L’École nationale d'équitation (ENE) est un établissement public français créé autour du Cadre noir de Saumur en 1972, en vue de la formation des cadres supérieurs de l'équitation. Elle a fusionné en 2010 avec les Haras nationaux pour former l'Institut français du cheval et de l'équitation.

## Histoire
L'École a été fondée en 1972 par décret à la place de l'Institut national d’équitation créé en 1968. Elle se veut la continuation de la tradition de l'École d'officiers de cavalerie de Saumur.
L'école est créée à Saumur avec l'aide de la ville de Saumur et du conseil général du Maine-et-Loire.
Elle a été regroupée en 2010 avec les Haras nationaux pour former l'Institut français du cheval et de l'équitation.

## Mission
L'ENE, qui fait partie de l'Institut français du cheval et de l'équitation, sous la tutelle des ministères de l'Agriculture et des Sports, a été créée avec les missions suivantes:
- formation et perfectionnement des cadres de l'équitation française au niveau national (moniteurs, instructeurs et professeurs)
- organisation et préparations aux compétitions nationales et internationales (notamment les disciplines olympiques),
- participation aux études et recherches techniques et pédagogiques et constitution d'un centre de documentation dans le domaine de l'enseignement et la pratique de l'équitation
- conservation et présentation de l'équitation de tradition française.

L'école est l'héritière de la tradition équestre à la française. Elle complète le Cadre noir de Saumur qui forme des militaires et les écuyers. Les professeurs de l'École nationale d'équitation forment et perfectionnent les cadres supérieurs de l'équitation. L'École accueille des stages pour les enseignants et les compétiteurs français ou étrangers, recevant 1500 stagiaires. Les chevaux et les cavaliers ont accès à des compétitions dont certaines organisées sur les terrains de Terrefort et de Verrie grâce à l'établissement.
Depuis 2003, l'école fait partie des quatre écoles européennes de la formation Euroride, un réseau d'écoles de formation équestre. Outre l'ENE, les écoles de Warendorf en Allemagne, Deurne aux Pays-Bas et Strömsholm en Suède en font partie. La formation permet aux stagiaires de passer dans chacune des écoles dans une période de 10 mois.

## Infrastructures et personnel

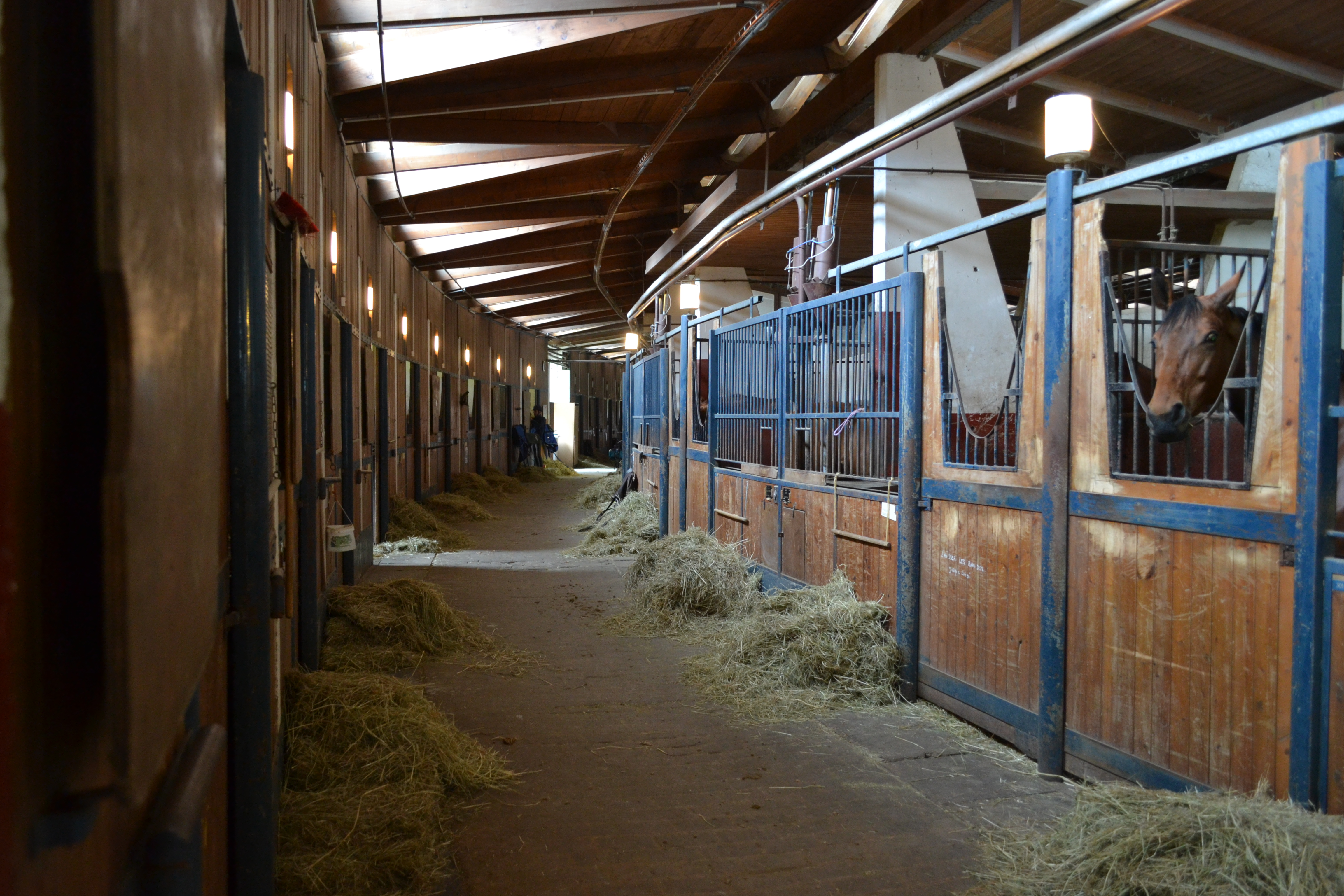
Écuries de l'ENE.

L'école est implantée sur deux sites: le site de Terrefort, de 130 hectares, où se trouvent les bâtiments et infrastructures de l'école, et le site de Verrie, où se situe l'hippodrome utilisés pour les compétitions internationales, les sources et les formations.
En 2008, l'école possédait 330 chevaux, et en accueillait entre 400 et 500 autres dans ses écuries.
Elle dispose de dix-huit carrières olympiques, 50 km de pistes aménagées, plusieurs centaines d’obstacles, sept manèges olympiques dont l'un des plus grands d’Europe. L'école dispose également d'une clinique vétérinaire, d'une maréchalerie, ainsi que d'un amphithéâtre et d'une médiathèque.
En 2008, l'école employait 200 personnes, la plupart étant fonctionnaires. Parmi les personnes employés, on compte 45 enseignants, environ 60 palefreniers soigneurs, 5 maréchaux-ferrants, deux vétérinaires et deux infirmiers. D'autres personnels sont délégués à l'entretien technique et au fonctionnement administratif.

### Directeurs de l'École nationale d'équitation
| Années      | Nom et titre                      | Particularité                                 |
| ----------- | --------------------------------- | --------------------------------------------- |
| 1968-1972   | Colonel Challan-Belval            | Directeur de l'Institut national d'équitation |
| 1973-1978   | Colonel Philippe O'Delant         |                                               |
| 1978-1984   | Général Henri Dumont Saint-Priest |                                               |
| 1984-1988   | Colonel Pierre Durand             |                                               |
| 1989-1994   | Monsieur Jean-Luc Lhemanne        |                                               |
| 1994-1999   | Monsieur Christian Cambo          |                                               |
| 2000-2005   | Monsieur Hubert Comis             |                                               |
| 2005-2008   | Monsieur Jacques Thiolat          |                                               |
| depuis 2008 | Monsieur Robert d'Artois          |                                               |

## Étudiants célèbres
- Constance Menard (1968-), cavalière de dressage professionnelle.

## Chevaux
Les chevaux de l'ENE sont achetés chez des éleveurs de toute la France, âgés de trois ans et généralement sur des concours régionaux, grâce à une subvention. La grande majorité sont des Selles Français, ainsi que quelques Anglo-arabes. Après une mise au pré, les chevaux rejoignent les écuries des jeunes montures, leur débourrage y est confirmé et leurs aptitudes sont testées. À l'âge de quatre ans, ils sont orientés vers une discipline particulière, puis valorisés sur les compétitions de la Société hippique française par des cavaliers spécialisés dans les épreuves pour jeunes chevaux de quatre à six ans. Après six ans, ils sont répartis entre les élèves de l'ENE, chacun disposant de quatre chevaux spécialisés respectivement en dressage, obstacle, concours complet et mise en selle. Les rares chevaux à gros potentiel continuent leur carrière en compétition, ils sont reconnaissable au suffixe « ENE*HN » qui suit leur nom : Donatello du Riveau, Crocus Jacob, Athlète de la Cour et Free-Style figurent parmi ces montures réputées.

## Prix Pégase
À l’initiative et en partenariat avec l’Académie Pégase, l'école nationale d'équitation remet depuis 1989 le prix Pégase (ENE) qui récompense un ouvrage sur le cheval et l’équitation ayant contribué à une large diffusion de la culture équestre.